# Julien Bontemps
Julien Bontemps (* 1. Juni 1979 in Épinal) ist ein ehemaliger französischer Windsurfer.

## Erfolge
Julien Bontemps nahm an drei Olympischen Spielen teil. Bei den Olympischen Sommerspielen 2004 in Athen belegte er in der Bootsklasse Mistral den neunten Platz. Vier Jahre darauf lag er in Peking in der Bootsklasse RS:X nach zehn Rennen einen Punkt vor den punktgleichen Tom Ashley und Nick Dempsey. Im abschließenden sogenannten medal race erreichte er nur den vierten Rang, sodass er noch von Ashley im Gesamtklassement überholt wurde, der das letzte Rennen als Dritter beendet hatte. Bontemps erhielt somit hinter Ashley und vor Shahar Zubari die Silbermedaille. 2012 schloss er die Windsurfwettkämpfe in London auf dem fünften Rang ab.
Bei Weltmeisterschaften sicherte er sich zunächst 2002 in Pattaya die Bronzemedaille, ehe ihm 2004 in Izmir, 2012 in Cádiz und 2014 in Santander jeweils der Titelgewinn gelang.
Bontemps ist mit der ehemalige Windsurferin Irina Konstantinowa verheiratet.